# Agathia malgassa
Agathia malgassa là một loài bướm đêm trong họ Geometridae.